# 井野元英二
井野元 英二（いのもと えいじ、1970年 - ）は、日本のCGディレクター。
株式会社オレンジ代表取締役。大分県出身。

## 概要
マンガ家アシスタント、イラストレーターを経てCGの世界へ進む。ゲームムービーなどを手がけた後、TVアニメ『ゾイド -ZOIDS-』(1999年)への参加を皮切りに多数のアニメCGパートを担当。2004年にオレンジを設立。同社CGパートの代表作として『創聖のアクエリオン』(2005年)、『マクロスF』(2008年)、『コードギアス 亡国のアキト』(2012年)などがある。手描きの作画と違和感なく共存するCG表現に定評があるが、初元請け作品のTVアニメ『宝石の国』(2017年)ではフルCGアニメに挑戦、大好評を得た。
セル画調の作画アニメーションに3DCGのパートを挿入すると、質感や動きの変化が発生してしまい違和感が残ってしまう。アニメのレイアウトに即して作画していく手法とモーションキャプチャー手法と組み合わせて、作画とCGの双方を調和させる表現に取り組んでいる。

## 主な作品

### テレビアニメ
2001年
- ジーンシャフト - 3DCGI

2002年
- ヒートガイジェイ（2002年 - 2003年) - メイン3Dモデリング

2005年
- 創聖のアクエリオン - CGIアニメーション監督

2006年
- Project BLUE 地球SOS - 3DCGディレクター

2007年
- キスダム -ENGAGE planet- - CGIディレクター
- マクロスF - CGIディレクター

2008年
- キスダムR -ENGAGE planet- - CGIディレクター
- 鉄腕バーディー DECODE - CGIディレクター

2009年
- 鉄腕バーディー DECODE:02 - CGIディレクター
- 東京マグニチュード8.0 - 3D監督
- Phantom 〜Requiem for the Phantom〜 - 3DCGIディレクター
- 鉄腕バーディー DECODE -THE CIPHER- - CGIディレクター

2010年
- IS 〈インフィニット・ストラトス〉 - CGIアニメーション監督

2012年
- アクセル・ワールド - CGプロデューサー
- CØDE:BREAKER - CGプロデューサー
- 武装神姫 - CGIアニメーションディレクター

2013年
- まおゆう魔王勇者 - CGプロデューサー
- 銀河機攻隊 マジェスティックプリンス - CGプロデューサー
- IS 〈インフィニット・ストラトス〉2 - CGIディレクター
- 熱風海陸ブシロード - 3DCG監督

2014年
- ウィッチクラフトワークス - CGIディレクター
- バディ・コンプレックス-CGプロデューサー
- ブラック・ブレット - 3DCGプロデューサー
- RAIL WARS! - CGプロデューサー

2015年
- 艦隊これくしょん -艦これ- - CGディレクター
- 蒼穹のファフナー EXODUS - CGIディレクター
- 六花の勇者 - CGプロデューサー
- コメット・ルシファー - CGプロデューサー

2016年
- ラクエンロジック - 3D監督
- Dimension W - CGプロデューサー
- 最弱無敗の神装機竜 - CGディレクター
- 蒼の彼方のフォーリズム - CGディレクター
- 終末のイゼッタ - CGディレクター

2017年
- ナイツ&マジック - CGディレクター

2019年
- BEASTARS - CGチーフディレクター

### 劇場アニメ
2007年
- ヱヴァンゲリヲン新劇場版:序 - CGI

2009年
- ヱヴァンゲリヲン新劇場版:破 - CGI

2010年
- 蒼穹のファフナー HEAVEN AND EARTH - CGIディレクター

2012年
- コードギアス 亡国のアキト - 3DCGアニメーションディレクター

2013年
- 攻殻機動隊ARISE - 3DCG監督

2014年
- ジョバンニの島 - CG監督

2018年
- マジンガーZ INFINITY - CGディレクター
- モンスターストライク THE MOVIE ソラノカナタ - CGチーフディレクター

2023年
- 劇場版アイドリッシュセブン LIVE 4bit BEYOND THE PERiOD - CGチーフディレクター